# Ubbena
Ubbena est un hameau situé dans la commune néerlandaise d'Assen, dans la province de Drenthe.